# Jacques-François Blondel
Jacques François Blondel (Rouen, 8 gennaio 1705 – Parigi, 9 gennaio 1774) è stato un architetto e urbanista francese.

## Biografia
Fu soprattutto un teorico dell'architettura di notevole influenza, mentre poco rimane della sua scarsa attività progettuale.
Dopo avere diretto a Parigi dal 1743 una propria scuola di architettura, divenne professore all'Académie royale d'architecture nel 1762. Nel 1771 pubblicò il suo Cours d'architecture, che comprendeva i corsi universitari da lui tenuti e dove tracciò la summa del suo insegnamento, costituendo l'ultima codificazione delle norme architettoniche che dal Rinascimento in poi avevano avuto un valore universale.
Blondel avvertì il mutamento profondo avvenuto dopo la metà del '700, tuttavia non fu in grado di spiegarsi il fenomeno; gli sfuggì la via completamente nuova intrapresa dal suo discepolo Claude Nicolas Ledoux. Fu il primo teorizzatore della cosiddetta Architecture terrible.
Con la sua esaltazione del classicismo francese di Mansart e Perrault, in opposizione al barocco, contribuì ad aprire la strada al neoclassicismo. 
Tra i suoi scritti:
- De la distribution des maisons de plaisance et de la décoration en général (1737),
- L'architecture française (1752-1756), progettata in 8 voll. come aggiornamento della serie iniziata da Jean Marot. Furono pubblicati solo 4 volumi.
- Cours d'architecture, ou Traite de la decoration, distribution & construction des batiments (1771-1777) in 6 volumi, gli ultimi due completati da Pierre Patte.
- Discours sur la manière d'étudier l'architecture et les arts qui sont relatifs à celui de bâtir, 1747.
- Diversi articoli sull'architettura sull'Encyclopédie, 1751-1765.

Dei suoi progetti sopravvive solo la Place d'Armes a Metz (1762-65), seppure ampiamente rimaneggiata.